# Nordvest-Spitsbergen nationalpark
Nordvest-Spitsbergen nationalpark är en norsk nationalpark som omfattar Moffen, Albert I Land och Haakon VII Land på Spetsbergen i Svalbard. Den inrättades 1 juni 1973 och täcker en yta på 9 914 km², varav 3 683 km² är land och 6 231 km² vatten. 

## Geografi, landskap och geologi
Nationalparken består av ett område med spetsiga berg, Reindyrsflya som är Svalbards största strand, en rad glaciärer, fågelberg och häckningsområden för änder, gäss och vadarfåglar, områden med intressant geologi (särskilt Bockfjorden med varma källor), tillhörande kalkavsättningar, unik botanik, rester av vulkaner i Bockfjorden samt betydande kulturminnen från valfångst, övervintringsfångst, polarexpeditioner runt Smeerenburg och Virgohamna i nordväst och andra världskriget.
Berggrunden består mest av kaledonska metamorfa bergarter. I de östra delarna dominerar devonska konglomerater och sandsten.
De två stora glaciärerna är Lilliehöökbreen i väst och Monacobreen i öst, som går ned till Krossfjorden och Liefdefjorden.
Kustområdet hör till den nordarktiska tundrazonen med varma vattenmassor som kommer norrut med Västspetsbergenströmmen, som är en utlöpare av Golfströmmen. Västkusten har därför isfria fjordar och öppet vatten större delen av året.

## Flora och fauna
Omkring kalkstensavsättningarna och de varma källorna i Bockfjorden finns en unik botanik med många värmekära växter. Flera arter han sin enda förekomst på Svalbard i detta område.
Nationalparken har otaliga kolonier sjöfågel, det finns svalbardren, fjällräv, isbjörn och valross. I vattendragen finns fjällröding.

## Kulturminnen

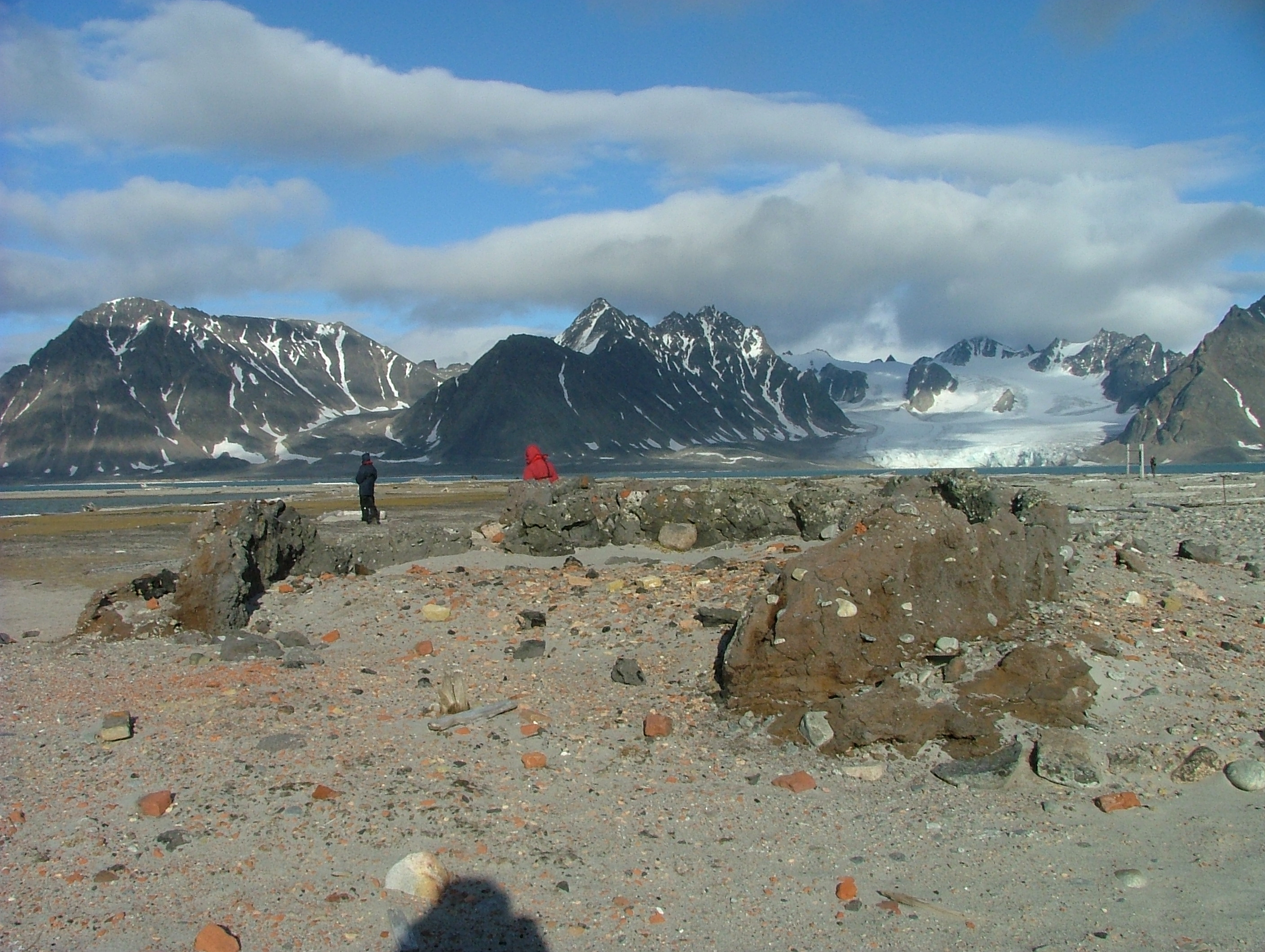
Rester av den nederländska valfångststationen i Smeerenburg

Smeerenburg är en tidigare nederländsk valfångststation på Amsterdamön som ligger i nationalparken. Den etablerades omkring 1620 och övergavs omkring 1660 på grund av nedgång i valbeståndet. Som mest fanns 200 valfångare här sommartid och det var Nederländernas viktigaste valfångststation. Det har registrerats sju späckugnar (sex dubbla och en enkel), 19 husgrunder och 101 gravar.
Det finns rester efter flera arktiska expeditioner, bland annat i Virgohamna på Danskön varifrån Salomon August Andrée försökte nå Nordpolen 1897.